# 지하

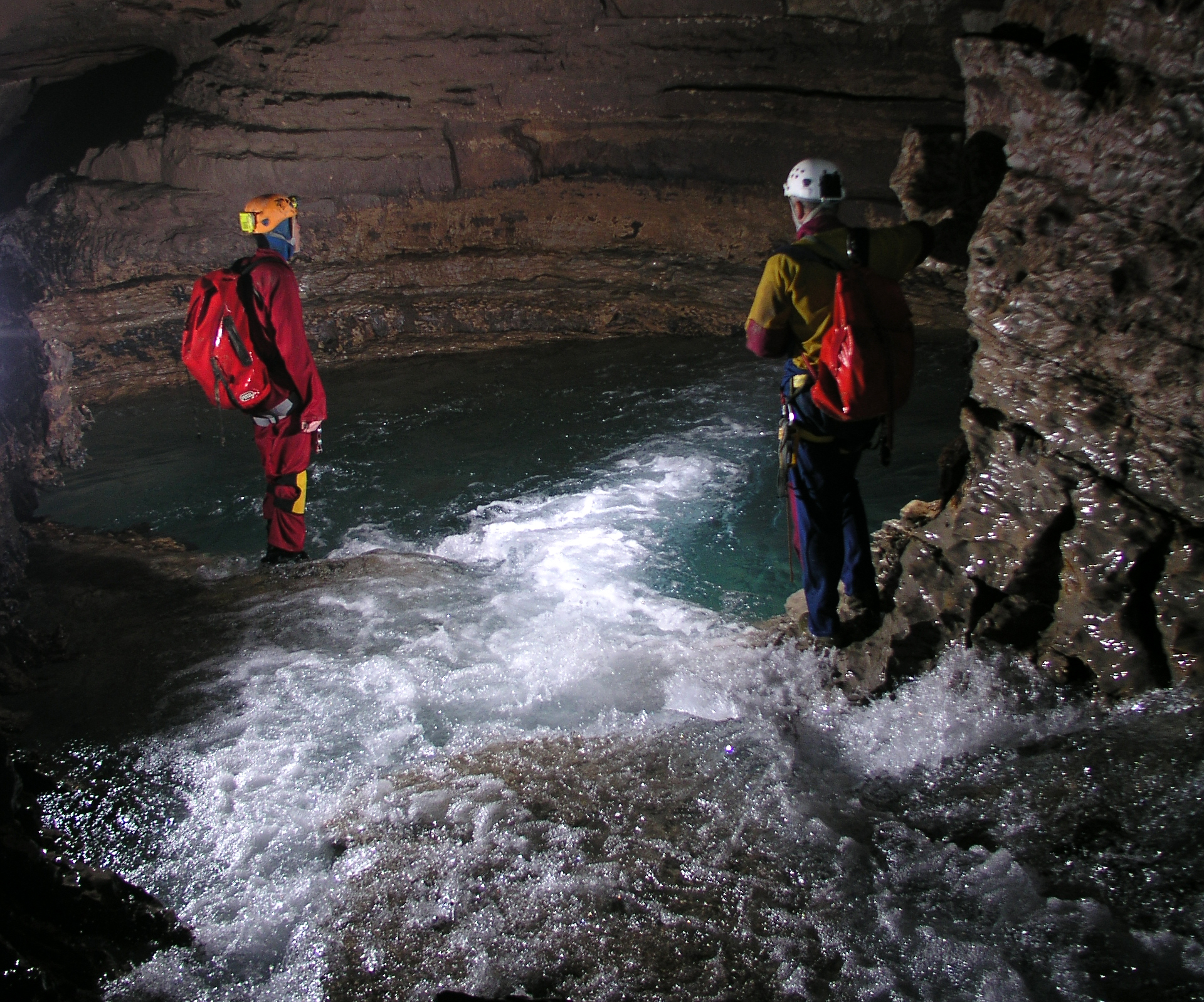

지하(地下)는 땅 밑의 공간을 말한다. 주로 다음과 같은 것이 있다.
- 벙커
- 지하상가
- 지하도
- 크립트
- 무덤
- 동굴
  - 얼음 동굴
  - 용암 동굴
- 카타콤
- 롱 갤러리
- 지하강
- 지하호수
- 광산
- 지하철
- 터널

## 같이 보기
- 지상 - 반대말
- 반지하